# André Pelle
Pour les articles homonymes, voir Pelle.
André Pelle (né en 1950 à Reims) est photographe en archéologie.

## Biographie
André Pelle est né en 1950 à Reims ; marié à Nicole Garnier-Pelle, Conservateur général du patrimoine du musée de Chantilly, il a deux enfants. Il a fait ses études au lycée d'Épernay. Durant son service militaire, ses talents de photographe l'ont conduit au musée de la marine à Paris.

## Carrière
En 1971, recruté au Centre national de la recherche scientifique, il réalise des microfilms pour le service de documentation scientifique et technique,
et part comme photographe en mission vers des destinations lointaines.
Étant bon plongeur, il va accompagner, dès 1990 et une à deux fois par an, les équipes de Jean-Yves Empereur qui effectue les fouilles sous-marines du phare d’Alexandrie pour en réaliser les prises de vues. Vingt ans après, devenu entre-temps ingénieur de recherche au CNRS, il est affecté au Centre d'études alexandrines, où il enseigne également la photo d’archéologie au service pédagogique du CEAlex.
André Pelle a découvert un procédé nouveau de prise de vue, associé à la fluorescence ultra-violette. Ce procédé permet l’interprétation iconographique de fresques gréco-romaines dont les peintures murales sont invisibles à l’œil nu. À Alexandrie, grâce à cette méthode, une opération de sauvetage d'urgence a pu être entreprise dans la nécropole d'Anfouchi exposée au climat marin humide et salin, et aux vandalismes.
Parallèlement, il a réalisé de nombreuses photographies pour le compte du musée de Chantilly.

## Publications
- Les couleurs d’Alexandrie, livre de photos sur un poème de Georges Moustaki, Harpocrates Publishing, 2005, 136 p. 128 photos coul.,  (ISBN 977-5845-10-6), Dar-el-Kuttub no. 5710-2005 ;
- De l'invisible aux fantasmes.

## Filmographie (courts-métrages)
- 2005 : "Le chien et la Gorgone" [1], film d'André Pelle, production : CNRS (USR 3134) - Centre d’Études Alexandrines, 13 minutes.
- 2005 : "Des maquettes pour des citernes" [2], film d'André Pelle, production : CNRS (USR 3134) - Centre d’Études Alexandrines, 13 minutes.
- 2012 : "Photographier l'invisible" [3], film de Raymond Collet écrit par André Pelle, production : CNRS (USR 3134) - Centre d’Études Alexandrines, 13 minutes.
- 2013 : "Les perles du Cameroun", film d'André Pelle écrit par Marie-Dominique Nenna, production : CNRS (USR 3134) - Centre d’Études Alexandrines, 13 minutes.
- 2013 : "La Société Archéologique d'Alexandrie" [4], film d'André Pelle et Raymond Collet, production : CNRS (USR 3134) - Centre d’Études Alexandrines, 26 minutes

## Conférences
- Association égyptologique de Gironde, 03/12/2005, « De l’Égypte au Kazakhstan, comment photographier l’archéologie ? ».